# Чернянська сільська рада
| Чернянська сільська рада (раніше — Чорнянська) — колишній орган місцевого самоврядування у Виноградівському районі Закарпатської області з адміністративним центром у с. Черна. Сільській раді підпорядковані населені пункти: - с. Черна |

## Склад ради
Рада складається з 16 депутатів та голови.

## Історія
Закарпатська обласна рада рішенням від 18 березня 2004 року у Виноградівському районі у зв'язку з уточненням назви села Чорна — на Черна (Відомості Верховної Ради України, 1995, N 23, стор. 515) перейменувала Чорнянську сільраду на Чернянську.

## Населення
Згідно з переписом УРСР 1989 року чисельність наявного населення сільської ради становила 2131 особа, з яких 1028 чоловіків та 1103 жінки.
За переписом населення України 2001 року в сільській раді мешкало 2187 осіб.

### Мова
Розподіл населення за рідною мовою за даними перепису 2001 року:
| Мова       | Відсоток |
| ---------- | -------- |
| українська | 99,15 %  |
| російська  | 0,54 %   |
| угорська   | 0,22 %   |
| молдовська | 0,04 %   |
| румунська  | 0,04 %   |